# Synagoga w Nowym Sączu (ul. Jagiellońska 50)
Synagoga w Nowym Sączu – prywatny dom modlitwy znajdujący się w Nowym Sączu, przy ulicy Jagiellońskiej 50.
Synagoga została zbudowana na przełomie XIX i XX wieku. Był to pierwotnie drewniany budynek tynkowany na słomie. Podczas II wojny światowej hitlerowcy zdewastowali synagogę. Od czasu zakończenia wojny wykorzystywana jest do innych celów. Drewniana konstrukcja została rozebrana i zastąpiona murowaną.
Do dziś z oryginalnych elementów modlitewni zachował się jedynie ruchomy fragment dachu, który w okresie święta Sukkot uchylano za pomocą specjalnego kołowrotu. Od pewnego czasu nie jest już podnoszony z powodu jego uszkodzonej konstrukcji i braku korby.
15 grudnia 1995 roku budynek został wpisany do rejestru zabytków.